# 390 до н. е.

## Події
- 18 липня — Битва при Алії. Римська армія зазнала поразки від галлів під керівництвом кельтського вождя Бренна.
- Нумерій Фабій Амбуст знову стає військовим трибуном з консульськими повноваженнями.
- Початок правління Поліалка у місті Фери.
- В Одриському царстві до влади приходить Хебризелм.
- Великим понтифіком в Римі стає Марк Фоллій Флакцінатор.
- Військові трибуни Марк Емілій та Гай Емілій.
- В Римі диктатор Марк фурій Камілл.
- Битва при Лаусі і перемога луканів над греками.

## Народились
- Шан Ян — видатний китайський мислитель, один із засновників легізму — філософсько-політичного вчення, що суперечило даосизму і конфуціанству.
- Есхін — давньогрецький політичний діяч, красномовець.
- Памфіл — давньогрецький художник при дворі Філіппа II, царя Македонії.
- Праксітель — давньогрецький скульптор доби пізньої класики, головний представник новоаттичної школи пластики. Учень скульптора Кефісодота.
- Тит Манлій Імперіос Торкват — політичний та військовий діяч Римської республіки.
- Дінострат — давньогрецький математик.

## Померли
- Андокід — афінський політик, логограф та красномовець.
- Спурій Мінуцій — великий понтифік у Стародавньому Римі з 420 до 390 року до н. е. Представник патриціанської роду Мінуціїв.
- Лікофрон I — тиран міста Фери у Фессалії.
- Амадок I — одриський цар.